# Codex Aubin
Der Codex Aubin ist ein nach seinem früheren Besitzer Joseph Marius Alexis Aubin (1802–1891) benannter Aztekencodex.

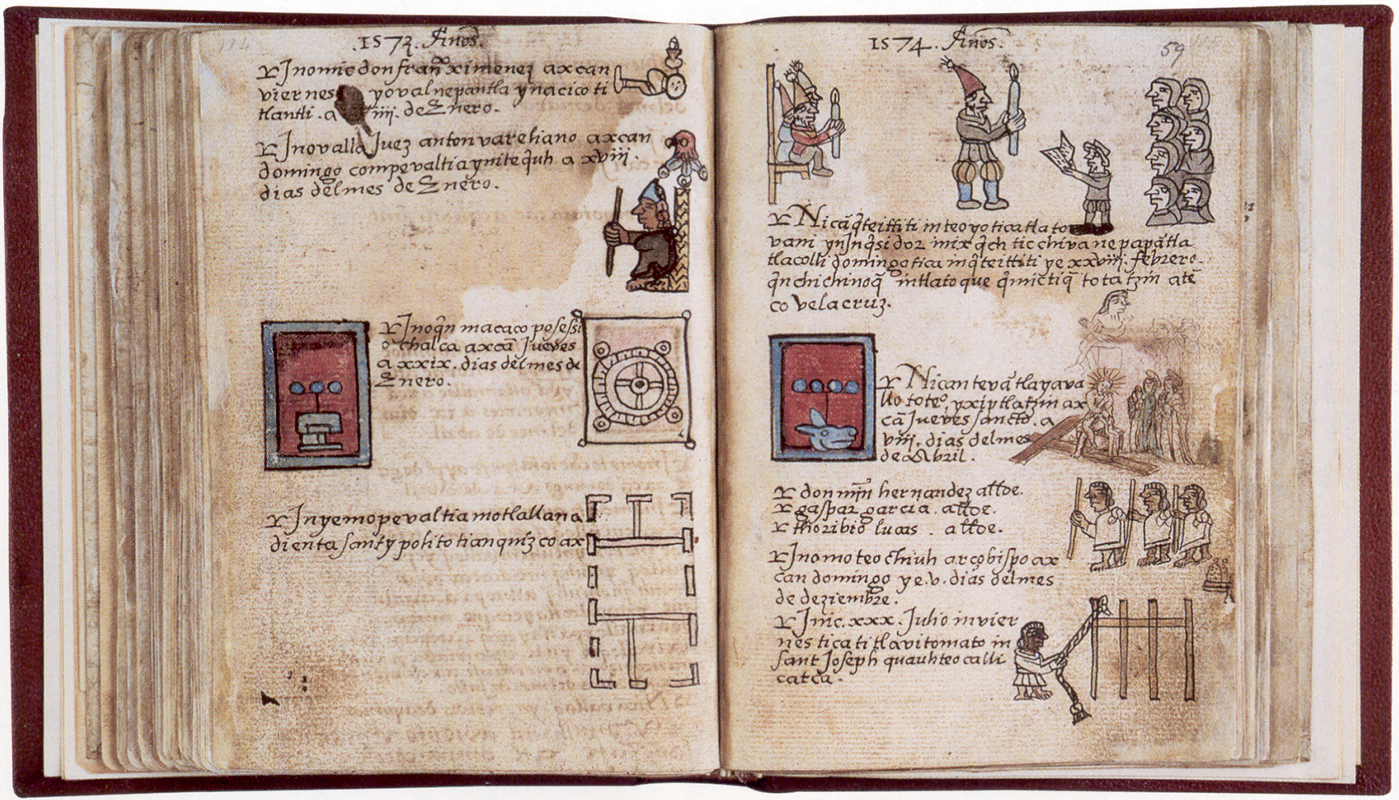
Codex Aubin

## Einführung
Bei dem Codex handelt es sich um eine textliche und ikonografische Beschreibung der Geschichte der Azteken, d. h. von Eingeborenenberichten von ihrem Aufbruch aus Aztlán, über die spanische Eroberung sowie die erste spanische Kolonialzeit bis zum Jahr 1607. Die Texte geben wichtige Angaben über Ereignisse während der Eroberung. Der Codex besteht aus 81 Blättern und wurde wahrscheinlich im Jahr 1576 geschrieben, „obwohl neben dieser Jahreszahl verschiedene spätere Daten der Entstehung genannt werden “. Es ist möglich, dass Fray Diego Durán die Ausarbeitung des Werks überwachte, da es 1867 unter dem Titel Historia de las Indias de Nueva España e Islas de Tierra Firme (Geschichte der Indianer von Neuspanien und der Inseln des Kontinents) veröffentlicht wurde, was auf Durán als Autor hinweist.
Der Codex Aubin enthält unter anderem eine Beschreibung der Eingeborenen über das Massaker von 1520 am Tempel von Tenochtitlán.
Es wird oft unter dem alternativen Namen "Manuscrito de 1576" geführt und befindet sich heute im British Museum in London. Eine Kopie des Originals befindet sich in der Bibliothek der Princeton University in der Robert Garrett Collection.

## Ausgaben
- Histoire de la nation mexicaine depuis le départ d'Aztlan jusqu'à l'arrivée des conquérants espagnols (et au dela 1607).: Manuscrit figuratif accomagné de texte en langue nahuatl ou mexicaine suivi d'une traduction en français par feu J.-M.-A. Aubin. Reproduction du codex de 1576 appartenant à la collection de m. E. Eugène Goupil, ancienne collection Aubin ... E. Leroux, 1893
- Colección de documentos para la historia Mexicana.  Peñafiel, Antonio [1831-1922].   México : Oficina tip. de la Secretaría de fomento, 1897–1903